# Gryllus navajo
Gryllus navajo (лат.) — вид прямокрылых насекомых из семейства сверчков. Эндемики США.

## Распространение
Северная Америка: США (Аризона, Юта).

## Описание
Сверчки изменчивой окраски: от красноватого до чёрного цвета. Отличаются от близких видов (Gryllus  makhosica, Gryllus saxatilis, Gryllus leei) особенностями морфологии (средние размеры, узкое тело, короткие задние крылья, церки средней длины; длинные усики, достигающие вершины брюшка), ДНК и акустической коммуникации (пения), средней длины церки, которые обычно длиннее яйцеклада и всегда длиннее задних бёдер; местами обитания (окрашенные пустынными обнажениями и уступами красного песчаника и местами скалистых обнажений, как в типовой местности). Вид был впервые описан в 2019 году американскими энтомологами Дэвидом Вейссманом (David B. Weissman; Department of Entomology, Калифорнийская академия наук, Золотые ворота, Сан-Франциско, США) и Дэвидом Грэем (David A. Gray; Department of Biology, Университет штата Калифорния, Northridge, Калифорния). Видовое название navajo дано по имени местного племени индейцев (Navajo Nation).